# 陳健民 (香港)
陳 健民（ちん けんみん、1959年 - ）は、香港中文大学社会学の副教授、コラムニスト。

## 来歴
1983年に香港中文大学の社会学部を卒業。1988年にイェール大学に留学し、1990年に社会学修士、1991年に哲学修士、1995年に社会学博士号を取得する。
1993年に香港中文大学の副教授になり、同時期に明報・民間で中国の民主化問題についてコラムの連載を始める。
以前は廉政公署（汚職取締委員会）、エイズ患者委員会、香港政府の公共政策フォーラムなどの委員として活動していた。現在は朱耀明と共に結成した民主発展網絡のメンバーとして活動している。

## 中環占拠
2013年3月27日、戴耀廷・朱耀明と連名で信念書を発表。香港政府が決定した2017年行政長官選挙の民主派立候補の排除方針の撤回を求め、拒否された場合は中環を占拠しデモを実施すると宣言した。9月12日、梁振英行政長官が主催する食事会に出席し、行政長官選挙に関する公開諮問の早期開催と住民投票の実施を求めた。
2014年7月29日、香港政府の林鄭月娥政務司長と会談するが、交渉は決裂している。8月31日、中国全人代常務委員会が民主派を行政長官選挙から排除する方針を正式決定したことを受け、民主党や学生団体の学民思潮と連携し予定通りデモを実施すると宣言。9月9日には、戴・朱と共に中国政府の決定に抗議するため剃髪した。
9月28日、学生団体と警官隊が衝突したことを受け中環占拠デモが発動されるが、黄之鋒・周永康ら学生団体が主導権を握ったため、陳らの影響力は低下した。
10月29日、陳は香港中文大学の教職に復帰すると発表した。ただし、デモへの参加は引き続き行うとした。11月19日には明報に寄稿し、デモの長期化が香港政府との対話の糸口を狭めているとして、条件付きの撤収を主張した。12月2日、陳は戴・朱と共に会見し、長期化により混乱する事態を打開するため自首することを表明。学生団体にデモ隊の撤収を呼びかけるが、学生団体はこれを拒否した。12月3日、陳らは自首するが1時間後には釈放され、在宅のまま取り調べが行われることになった。
2015年1月9日、陳らは違法集会を組織した容疑で出頭するように香港警察から要請を受けた。これを受け24日に自首し、3時間後には釈放された。
2018年9月28日に中環占拠デモから4周年を記念して金鐘の特区政府本庁舎の付近で集会が開かれたが、陳は近年の本土・独立の風潮に対して「80年代の最も発言権のある時にも自決は勝ち取れず、現在、香港独立を主張するのは幻想でしかない」と批判した。